# Фарсовский
Фа́рсовский (адыг. Фарз) — хутор в Гиагинском районе Республики Адыгея. Входит в Сергиевское сельское поселение.

## География
Хутор расположен в юго-восточной части Гиагинского района, на правом берегу реки Фарс, напротив впадения в него реки Сераль. Находится в 6 км к югу от центра сельского поселение — села Сергиевское, в 40 км к юго-востоку от районного центра — станицы Гиагинская и в 35 км к северо-востоку от города Майкоп.
Площадь территории хутора составляет — 0,10 км2, на которые приходятся 0,07 % от общей площади сельского поселения.
Ближайшие населённые пункты: Тамбовский на севере и Карцев на северо-западе.
Населённый пункт расположен на Закубанской наклонной равнине, в переходной от равнинной в предгорную зону республики. Средние высоты на территории хутора составляют 247 метров над уровнем моря. Рельеф местности представляет собой в основном волнистые равнины с общим уклоном с юго-запада на северо-восток, с холмистыми и курганными возвышенностями. Долина реки Фарз изрезана балками и понижениями. На востоке и юге, хутор окружён густым смешанным лесом.
Климат на территории хутора мягкий умеренный. Среднегодовая температура воздуха положительная и составляет около +11,5°С. Среднемесячная температура воздуха в июле достигает +23,0°С. Среднемесячная температура января составляет около 0°С. Среднегодовое количество осадков составляет около 740 мм. Основная часть осадков выпадает в период с мая по июль.

## История
В 1966 году указом президиума ВС РСФСР хутор Безладный был переименован в Фарсовский.

## Население
| 2002 | 2010 | 2013 | 2014 | 2015 | 2016 | 2017 |
| ---- | ---- | ---- | ---- | ---- | ---- | ---- |
| 22   | ↘13  | →13  | →13  | →13  | ↘12  | ↘11  |
| 2018 | 2019 | 2020 | 2021 | 2023 | 2024 |      |
| →11  | ↗13  | ↗14  | ↗18  | →18  | ↘17  |      |

Плотность — 170 чел./км2.
Национальный состав
По данным Всероссийской переписи населения 2010 года:
| Народ   | Численность, чел. | Доля от всего населения, % |
| ------- | ----------------- | -------------------------- |
| русские | 9                 | 69,2 %                     |
| другие  | 4                 | 30,8 %                     |
| всего   | 13                | 100 %                      |

Мужчины — 8 чел. (61,5 %). Женщины — 5 чел. (38,5 %).

## Инфраструктура
Ближайшие объекты социальной инфраструктуры (школа, детский сад, фельдшерско-акушерский пункт) расположены в хуторе Тамбовский.

## Улицы
В хуторе всего одна улица — Победы.